# 菲倫山 (施維茨阿爾卑斯山脈)
46°55′7″N 8°42′53″E / 46.91861°N 8.71472°E

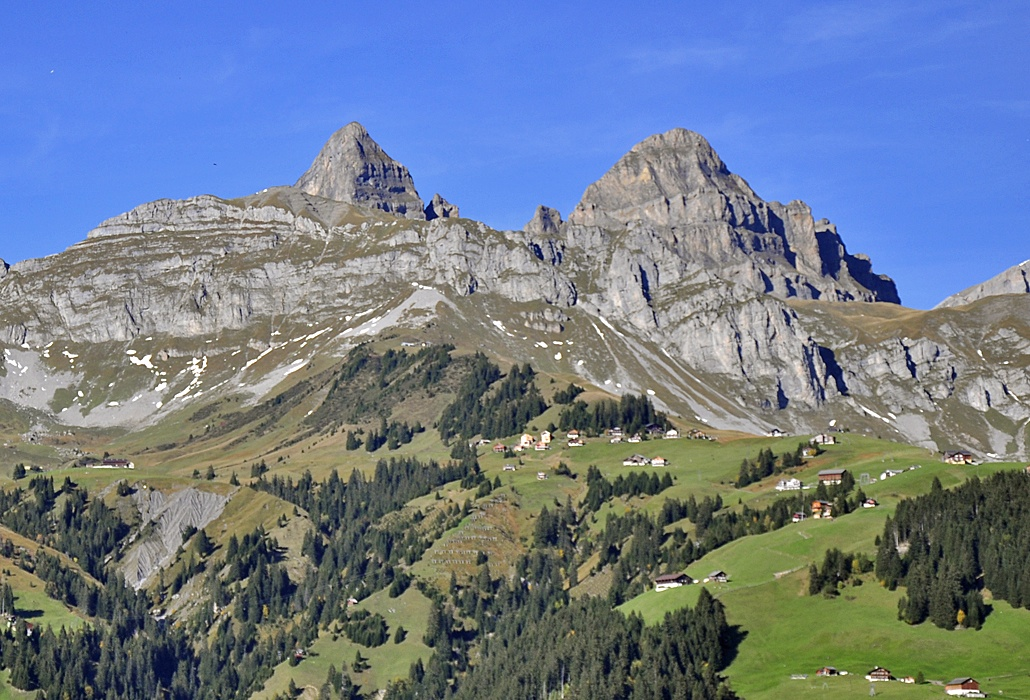

菲倫山（Fulen），是瑞士的山峰，位於該國中部，處於施維茨州和烏里州接壤的邊界，屬於施維茨阿爾卑斯山脈的一部分，海拔高度2,491米，每年平均降雨量2,385毫米。

## 外部連結
- Fulen on Hikr （页面存档备份，存于）